# Japán slozi
A Japán slozi (eredeti címén: Japanese Toilet) a South Park című amerikai animációs sorozat 322. része (a 26. évad 3. epizódja). Elsőként 2023. március 1-jén sugározták az Egyesült Államokban a Comedy Central műsorán. Magyarországon szinkronosan 2023. május 22-én szintén a Comedy Central mutatta be.
A történet során Randy Marsh vásárol egy új japán vécét, amellyel közvetetten kiváltja a vécépapírgyárak haragját. A cselekmény bizonyos elemei a "JFK - A nyitott dosszié" című film jeleneteit parodizálják.

## Cselekmény
A Marsh család földszinti vécéje, a Vén Kék elromlik, ezért Sharon arra kéri Randyt, hogy vegyen egy újat. El is megy a helyi szaküzletbe, ahol egy eladó megmutatja neki a japán vécéket. Felszereltségük annyira elvarázsolja őt, hogy 10 ezer dollárért vesz is egyet, azt állítva, hogy a Böcsület Farm bevételeiből megengedhetik maguknak. Nem tudja megállni, hogy ne hencegjen el az ismerőseinek vele, ami miatt Stant is cikizni kezdik az iskolában, és Richie Rich-nek csúfolják. Mikor számonkéri az apját, Randy azt mondja neki, hogy a családjuk olyan South Parkban, mint a Kennedy klán, és csak az emberek szemét próbálja felnyitni, míg Stan szerint csak hivalkodik.
Randyt meglátogatja a proktológusa, Dr. Sheltair, hogy ránézzen az aranyerére. Amikor meghallja, hogy Randynek már nincsenek egészségügyi problémái, nekiesik a vécének, mert emiatt elesik a biztos jövedelmétől és nem tud elmenni a feleségével nyaralni Toszkánára. Közben az iskolában Jimmy elbeszélget Stannel, és elmondja neki, hogy miközben a világ 70 százaléka nem használ vécépapírt, az amerikaiak rengeteget, és ez iszonyatos erőforrásokat von el a természettől. Mindazonáltal az amerikaiak Jimmy szerint nem fogják feladni a vécéiket. Ezalatt Randy egy beszédet tart a városháza előtt a japán vécék előnyeiről, közölve, hogy innentől nem lesz szükség vécépapírra. Hirtelen egy bérgyilkos lelövi őt, ami miatt kómába esik.
Dr. Sheltair kétségbeesésében elmegy a vécéüzletbe, ahol túszokat ejt, de közli, hogy nem ő lőtte le Randyt, és nem akarja, hogy úgy járjon, mint az az iskolás diák, aki írt egy esszét a vécékről két éve. Ezután lelövi magát, Stan pedig rögtön Jimmyhez megy, tudva, hogy ő írta a dolgozatot. Jimmy elmondja neki, hogy az után a dolgozat után a vécépapírgyárak elhallgattatták őt, mert ellentétes volt az érdekeikkel az írása. Stan úgy dönt, hogy nem ijed meg, és maga kezd el beszédet intézni az emberekhez a japán vécék előnyeiről, de a váratlanul megjelenő Randy beléfojtja a szót. Randy közli, hogy a vécépapír remek találmány, a japán vécére semmi szükség, és bocsánatot kér (de mindezt láthatóan annak tudatában, hogy az életével játszik, ha nem így tesz). Ezután visszaszereli a Vén Kéket, levonva a tanulságot, hogy néha jobb a régi rozoga dolgokat megtartani - közvetetten utalva Sharonra is.

## Fordítás
- Ez a szócikk részben vagy egészben  a   Japanese Toilet című angol Wikipédia-szócikk ezen változatának fordításán alapul.  Az eredeti cikk szerkesztőit annak laptörténete sorolja fel. Ez a jelzés csupán a megfogalmazás eredetét és a szerzői jogokat jelzi, nem szolgál a cikkben szereplő információk forrásmegjelöléseként.